# 水晶鞋与玫瑰花
《水晶鞋与玫瑰花》（The Slipper and the Rose），是一部改编自灰姑娘故事的英国歌舞片，摄制于1976年。
该片全长143分钟，由理查德·张伯伦和葛玛·克拉文主演，布赖恩·福布斯执导，主题歌《水晶鞋与玫瑰花华尔兹》获得奥斯卡最佳原创歌曲奖提名，剧本获得奥斯卡最佳改编剧本奖提名。
1979年，该片被介绍入中华人民共和国，《大众电影》杂志在当年的第5期封底中采用了该片中男女主人公拥吻的照片，这是中华人民共和国公开出版物上首次出现接吻照片，结果引发了一场关于接吻是否属于“资产阶级”堕落行为的大讨论。